# Musikmesse International Press Award
Der Musikmesse International Press Award, kurz MIPA, ist ein Preis, den die Auslandspresse seit dem Jahr 2000 für die besten Produkte des Jahres (Hard- oder Software) im Bereich Musikinstrumente, Musikproduktion und Pro-Audio Equipment vergibt. Der Musikmesse International Press Award ist ein undotierter Preis, der vom ehemaligen Geschäftsführer und Gründer des Musikmedia Verlags Gerald Dellmann entwickelt worden ist. Die Gewinner in mehr als vierzig Kategorien werden von mehr als einhundert internationalen Magazinen gewählt. Dieser ‚Grammy‘ der Musikinstrumentenindustrie wird traditionell während der Musikmesse Frankfurt/Prolight + Sound in einer großen Gala vergeben. Als Höhepunkt gilt die Kategorie MIPA Lifetime-Achievement-Award.

## Preisträger
2011

Livetime Achievement Award
- John und Helen Meyer

Most innovative product
- Zildjian Gen16 Acoustic/Electric Cymbal System

Bass
Bass Amp
- Mesa Engineering M3 Carbine Combo

Bass Cabinet
- Markbass Traveler 102P

Electric Bass
- MusicMan Reflex

Acoustic Bass
- Warwick Alien

Drums
Acoustic Drums
- DW Performance Drums

Cymbals
- Sabian Omni Cymbals

Drum Hardware
- Gibraltar Turning Point Hardware

Drumheads
- Evans EC2 SST

Drumsticks
- Vic Firth Kinetic Force Sticks

Electronic Drums
- Zildjian Gen16 Acoustic/Electric Cymbal System

Percussion Instrument
- Meinl Journey Djembes

Guitar
Electric Guitar
- PRS Guitars NF3

Acoustic Guitar
- Martin OMCX1E
- Yamaha FSX730SC

Guitar Amp Combo
- Blackstar HT-1R

Guitar Amp Head
- Mesa Engineering Transatlantic TA-15

Guitar Effects
- Line 6 POD HD Series

Pickups
- Seymour Duncan Alnico II Pro Slash Signature Humbucker

Acoustic Guitar Amp
- Roland AC-33

Strings
- D’Addario XL110

Keyboards / Software
Synthesizer Hardware
- Arturia Origin Keyboard

Stage Piano
- Clavia Nord Stage 2

Keyboard Workstation
- Korg Kronos

Controller Keyboard
- Akai Professional SynthStation49

Software Instruments
- u-he Zebra 2.5

Organ/Portable Keyboard
- Yamaha Tyros4

Sound Libraries
- EastWest The Dark Side

Pro Audio
Portable Sound
- HK Audio Elements

PA-System
- Martin Audio MLA

Live Microphone / IEM
- Neumann KMS 104 Plus

Sound System Technologies
- Meyer Sound / LCS Constellation

Mixing Desk (Live)
- Soundcraft Si compact

Studio
Studio Microphone
- Sennheiser Mk4 Condenser Microphone

Studio Monitor (Nearfield)
- Genelec 8260A

Recording Software
- Avid Pro Tools 9 native

Recording Hardware
- RME Fireface UFX

Mixing Desk (Project Studio)
- Presonus StudioLive 24.4.2

Audio Processor (Hardware)
- Universal Audio UAD-2 Satellite

Audio Processor (Software)
- iZotope Nectar

Field Recorder
- Zoom H1

DAW Controller
- SSL Nucleus